# 須崎市
須崎市（日语：／ Susaki shi */?）是位於日本高知縣中部的城市。北鄰四國山地，南邊則為面向太平洋的谷灣海岸，境內的須崎港於1965年被指定為日本的重要港灣，為高知縣最大的貿易港口，其貨物吞吐量約佔縣内總貨物吞吐量的一半。當地在江戶時代隸屬於土佐藩，並且在山內氏統治土佐藩期間發展成港口城市。
1970年代的調查報告顯示流經市內的新莊川中有日本水獺的棲息蹤跡。須崎市政府為此曾制定保護水獺的相關條例，但2012年8月日本環境省宣布日本水獺已滅絕。

## 地理
須崎市的年均溫為16.8度，年均日照時數為2197.3小時，年均降雨量則為2780.2毫米。整體氣候較為溫和，但好發於初夏至秋季的颱風和豪雨對當地的生活環境與第一級產業造成損害。

## 歷史
距今約1300年前，現今的須崎市區是一片海灣。後來注入該海灣的新莊川在此處形成沙洲。當時此地被稱為「洲崎」，隨著定居於此的居民逐漸增多，洲崎此一名稱演變成為「須崎」。延喜13年(913年)，津野經高入土佐國，須崎地區成為津野氏的城下町之一，並且為領地內的陸海交通要衝。津野氏滅亡後，慶長６年(1601年），山內氏獲封土佐國20萬石，須崎地區在山內氏統治期間逐漸發展成今日的港口城市樣貌。

### 年表
- 1889年4月1日：實施町村制，現在的轄區在當時分屬：高岡郡須崎町、新莊村、浦之內村、多之鄉村、上分村、吾桑村。
- 1941年1月1日：新荘村被併入須崎町。
- 1954年10月1日：須崎町、多之鄉村、浦之內村、吾桑村、上分村合併為須崎市。[7]

### 變遷表
| 1889年4月1日 | 1889年 - 1926年 | 1926年 - 1954年         | 1926年 - 1954年      | 1955年 - 1989年      | 1989年 - 現在        | 現在                 |
| ------------ | --------------- | ----------------------- | -------------------- | -------------------- | -------------------- | -------------------- |
| 須崎町       | 須崎町          | 須崎町                  | 1954年10月1日 須崎市 | 1954年10月1日 須崎市 | 1954年10月1日 須崎市 | 1954年10月1日 須崎市 |
| 新莊村       | 新莊村          | 1941年1月1日 併入須崎町 | 1954年10月1日 須崎市 | 1954年10月1日 須崎市 | 1954年10月1日 須崎市 | 1954年10月1日 須崎市 |
| 浦之內村     |                 |                         | 1954年10月1日 須崎市 | 1954年10月1日 須崎市 | 1954年10月1日 須崎市 | 1954年10月1日 須崎市 |
| 多之鄉村     |                 |                         | 1954年10月1日 須崎市 | 1954年10月1日 須崎市 | 1954年10月1日 須崎市 | 1954年10月1日 須崎市 |
| 上分村       |                 |                         | 1954年10月1日 須崎市 | 1954年10月1日 須崎市 | 1954年10月1日 須崎市 | 1954年10月1日 須崎市 |
| 吾桑村       |                 |                         | 1954年10月1日 須崎市 | 1954年10月1日 須崎市 | 1954年10月1日 須崎市 | 1954年10月1日 須崎市 |

## 交通

### 鐵路
- 四國旅客鐵道
  - 土讚線：吾桑車站 - 多之鄉車站 - 大間車站 - 須崎車站 - 土佐新莊車站 - 安和車站

|  |  |
|  |  |

### 道路
高速道路
- 高知自動車道：須崎東交流道 - 須崎西交流道

### 港湾
- 須崎港
  - 市營巡航船（坂內 - 埋立）

## 觀光資源

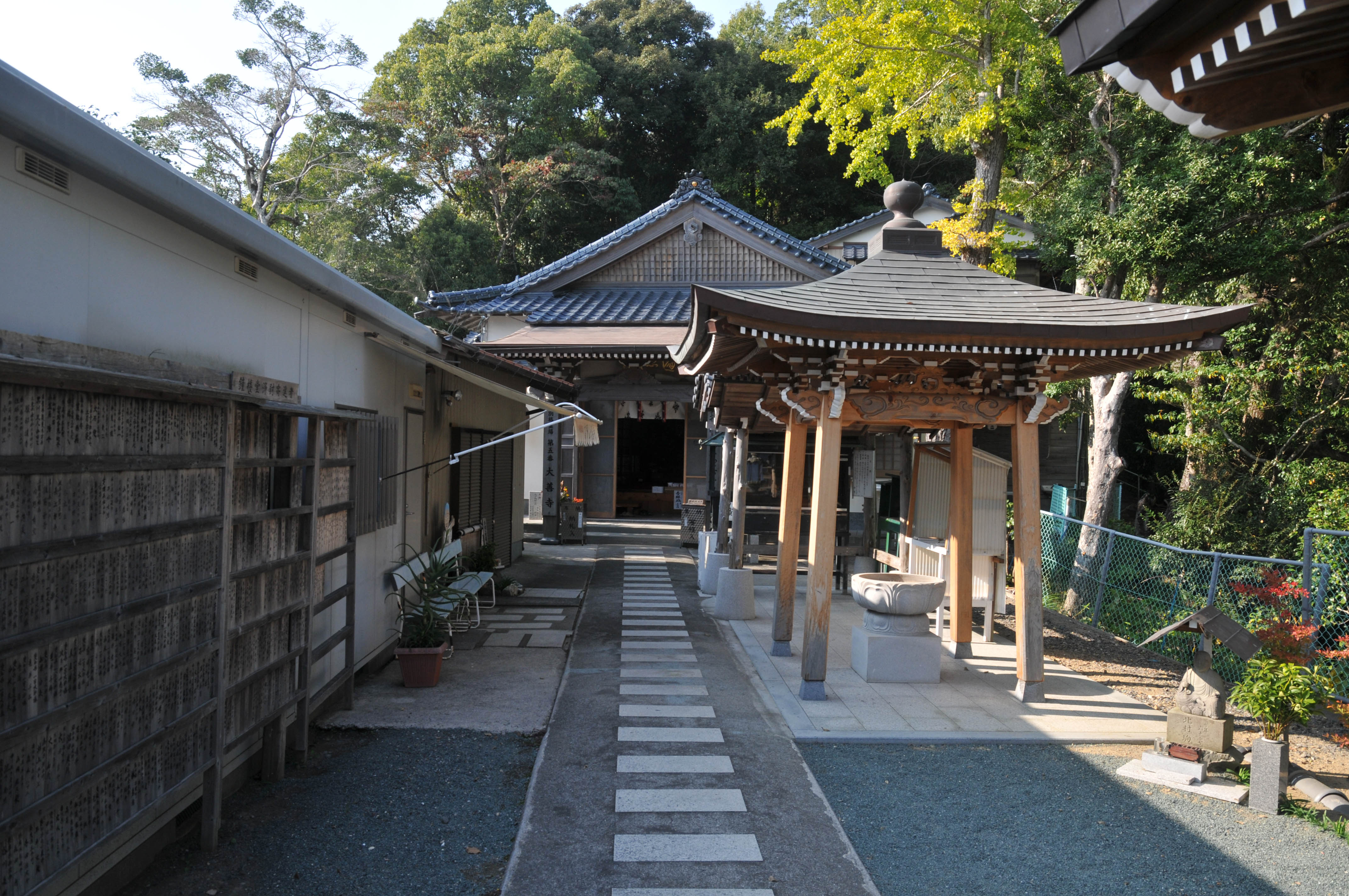
大善寺本堂

- 橫浪三里
- 安和海岸
- 大善寺（四國別格二十靈場5番）

## 教育
高等學校
- 高知縣立須崎高等學校
- 高知縣立須崎工業高等學校
- 明德義塾中學校及高等學校

## 姊妹、友好都市

### 海外
- 卡斯坦哈爾（巴西帕拉）
於1979年10月1日締結為姊妹都市
- 陶朗加（紐西蘭豐盛灣大區）
於1997年12月19日締結為姊妹都市

## 本地出身之名人
- 薗田憲一 ：長號演奏家
- 寺尾豐 ：前郵政大臣、曾任眾議院議員、參議院副議長
- 森光正吉：前職業棒球選手

## 外部連結
- （日語） 須崎市觀光協會 （页面存档备份，存于）
- （日語） 須崎市商工會議所 （页面存档备份，存于）
- （日語） 高幡廣域市町村圈事務組合